# Goričica pod Krimom
Goričica pod Krimom – wieś w Słowenii, w gminie Brezovica. W 2018 roku liczyła 166 mieszkańców.